# یعقوب نجفی جویباری
یعقوب نجفی جویباری کشتی‌گیر کشتی آزاد ایرانی است. او در سه دوره پیاپی قهرمانی آسیا موفق به کسب دو مدال طلا و یک برنز شد. او بعد از بازنشستگی به مدیریت و مربیگری در تیم‌های کشتی شرکت نفت روی آورد.